# Viola betonicifolia
Viola betonicifolia är en violväxtart. Viola betonicifolia ingår i släktet violer, och familjen violväxter.

## Underarter
Arten delas in i följande underarter:
- V. b. pubescens
- V. b. betonicifolia
- V. b. nagasakiensis
- V. b. novaguineensis
- V. b. albescens
- V. b. cordifolia
- V. b. oblongosagittata

## Bildgalleri

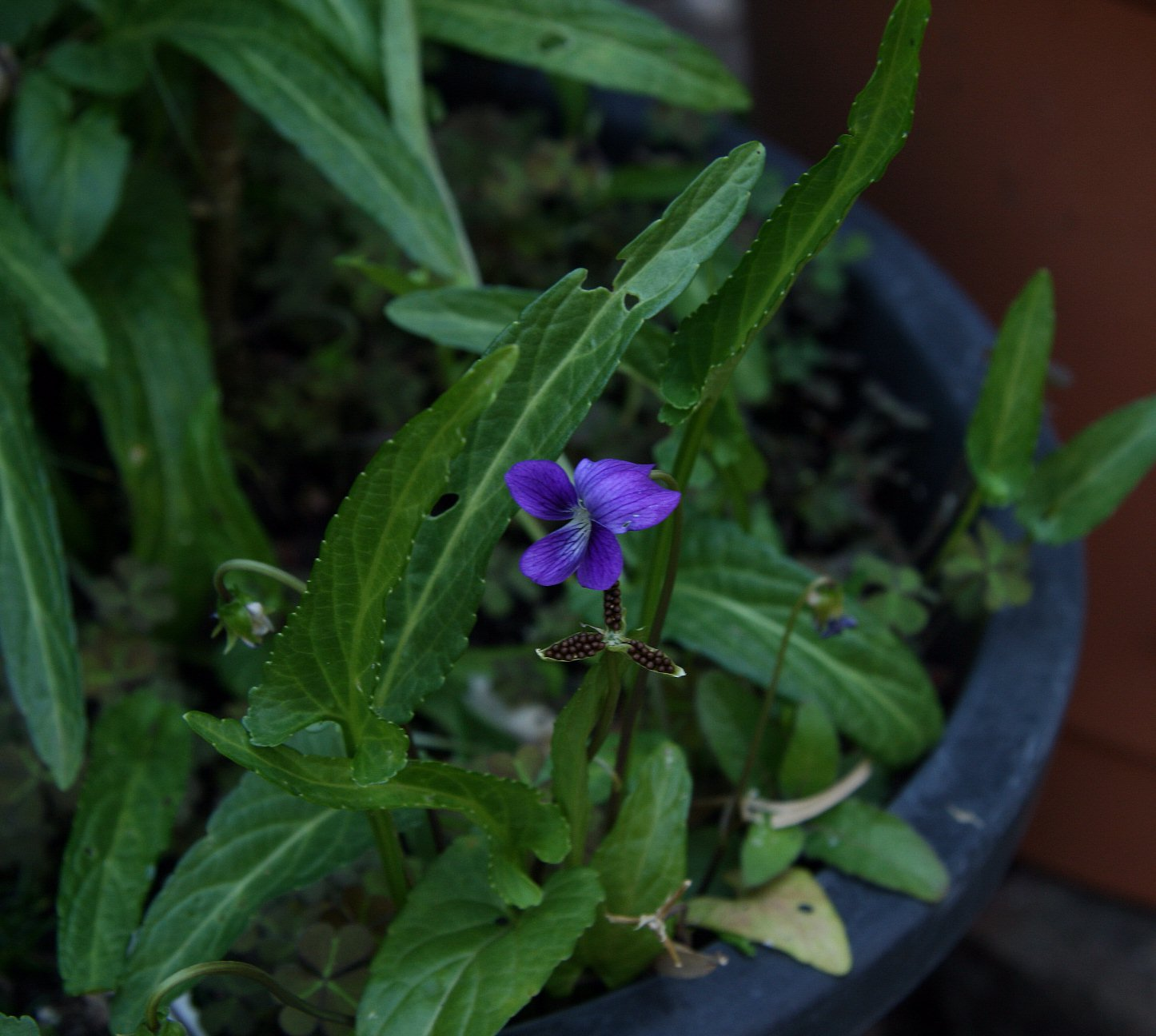